# Bakin (Geheimdienst)
Der Badan Koordinasi Intelijen Negara (deutsch Staatliche Koordinationsorgan der Geheimdienste), kurz Bakin, war bis 2001  ein militärischer Geheimdienst in Indonesien.

## Geschichte
Der Bakin wurde mit einem Präsidentenerlass von Staatsoberhaupt General Suharto am 22. Mai 1967 gegründet und folgte damit dem  Komando Intelijen Negara (KIN). Der Geheimdienst berichtete direkt Präsident Suharto in seiner Funktion als Oberbefehlshaber der Streitkräfte, Staatsoberhaupt und Kabinettschef. Erster Geheimdienstchef wurde Generalmajor Soedirgo. Der Bakin bildete damit das Zentrum des indonesischen Nachrichtendienstwesens. Stellvertreter waren Generalmajor Sutopo Juwono und Oberst Nicklany, dem Gründer der Spezialeinheit Satsus Intel. 1968 wurde General Yoga Sugama (Sugomo?) neuer Chef des Bakin und 1970 kam als dritter Stellvertreter Brigadegeneral Ali Murtopo dazu, der gleichzeitig Chef der zum Bakin gehörenden Spezialeinheit Opsus wurde. Opsus stand unter direkter Kontrolle von Suharto und operierte unter anderem in Westneuguinea.
Neben dem Bakin existierte noch der Badan Intelijen Strategis (Bais), der dem Oberbefehlshaber der Streitkräfte unterstand. Mit der Armeereform durch Oberbefehlshaber Leonardus Benyamin Moerdani zwischen 1983 und 1985 wurde der Bakin in seiner Bedeutung eingeschränkt und diente nur noch als koordinierende Behörde für den Bais. Moerdani war in Personalunion gleichzeitig Chef des Bais und stellvertretender Chef des Bakin. Moerdani wurde 1988 Verteidigungsminister, verlor aber 1993 sein Amt. Der Bais wurde 1994 zum Badan Intelijen ABRI (BIA) und verlor seine Vormachtstellung.
Im Oktober 2000 wurde der Bakin komplett umstrukturiert und schließlich zum Badan Intelijen Negara (BIN) umbenannt.